# Racigniew
Racigniew – staropolskie imię męskie, złożone z członów Raci- ("walczyć, wojować") oraz -gniew. Mogło oznaczać "walczący w gniewie".
Racigniew imieniny obchodzi 3 lipca i 14 września.